# Ungarische Tänze
Die Ungarischen Tänze Nr. 1–21 o. op. (WoO 1) von Johannes Brahms sind ursprünglich Werke für Klavier zu vier Händen. Sie gehören zu seinen populärsten Werken.

## Entstehung
Die Ungarischen Tänze entstanden in den Jahren 1858–69 in der ursprünglichen vierhändigen Klavierfassung. Die Tänze Nr. 1–10 wurden in zwei Heften 1869 veröffentlicht, die Nummern 11–21 1880 in zwei weiteren Heften. 1872 verfasste Brahms die ersten 10 Tänze auch für Klavier solo. Bis auf die Nummern 11, 14 und 16 handelt es sich nicht um originale Gedanken Brahms’, sondern um Bearbeitungen vorgefundener Melodien. Allerdings sind die Vorlagen auch keine originalen Volkslieder ungarischer Roma, wie oft angenommen wird, vielmehr hatte Brahms die Themen von dem Geiger Eduard Reményi kennengelernt; sie dürften teilweise von Reményi selbst und teilweise von anderen ungarischen Komponisten dieser Epoche stammen. Das Hauptthema (32 Takte), das Johannes Brahms im Ungarischen Tanz Nr. 5 verwendet hat, schrieb der ungarische Komponist Béla Kéler in seinem Werk Erinnerung an Bartfeld op. 31.
Für drei der Tänze (Nr. 1, 3 und 10) schrieb Brahms 1873 orchestrale Arrangements, die am 5. Februar 1874 unter der Leitung des Komponisten in Leipzig uraufgeführt wurden. Die restlichen Tänze wurden von anderen Bearbeitern orchestriert, insbesondere solche der ersten zwei Bände (Nr. 1–10) auch mehrfach durch verschiedene Bearbeiter im 19. (Hallén, Parlow, Dvořák) und 20. (Schollum, Schmeling, Gál) Jahrhundert. Bei einigen der Tänze wurde dabei die Tonart geändert. Der mit Brahms befreundete Geiger Joseph Joachim schuf eine virtuose Bearbeitung sämtlicher Ungarischen Tänze für Violine und Klavier.

## Die Tänze
| Nr. | Tempobezeichnung    | Tonart Klavierfassung | Tonart Orchesterfassung | Bekannte Orchestrierungen (Veröffentlichungsjahr)                 |
| --- | ------------------- | --------------------- | ----------------------- | ----------------------------------------------------------------- |
| 1   | Allegro molto       | g-Moll                | g-Moll                  | Johannes Brahms (1874)                                            |
| 2   | Allegro non assai   | d-Moll                | d-Moll                  | Andreas Hallén (1894)                                             |
| 3   | Allegretto          | F-Dur                 | F-Dur                   | Johannes Brahms (1874)                                            |
| 4   | Poco sostenuto      | f-Moll                | f-Moll/fis-Moll*        | Andreas Hallén* (1894), Paul Juon* (1908), Robert Schollum (1955) |
| 5   | Allegro             | fis-Moll              | g-Moll                  | Albert Parlow (1876), Martin Schmeling (1864–1943; 1928)          |
| 6   | Vivace              | Des-Dur               | D-Dur                   | Albert Parlow (1876), Martin Schmeling (1928)                     |
| 7   | Allegretto          | A-Dur                 | F-Dur/A-Dur*            | Andreas Hallén* (1894), Martin Schmeling (1928)                   |
| 8   | Presto              | a-Moll                | a-Moll                  | Robert Schollum (1955), Hans Gál (20. Jh.)                        |
| 9   | Allegro non troppo  | e-Moll                | e-Moll                  | Robert Schollum (1955), Hans Gál (20. Jh.)                        |
| 10  | Presto              | E-Dur                 | F-Dur                   | Johannes Brahms (1874)                                            |
| 11  | Poco andante        | d-Moll                | d-Moll                  | Albert Parlow (1881)                                              |
| 12  | Presto              | d-Moll                | d-Moll                  | Albert Parlow (1881)                                              |
| 13  | Andantino grazioso  | D-Dur                 | D-Dur                   | Albert Parlow (1881)                                              |
| 14  | Un poco andante     | d-Moll                | d-Moll                  | Albert Parlow (1881)                                              |
| 15  | Allegretto grazioso | B-Dur                 | B-Dur                   | Albert Parlow (1881)                                              |
| 16  | Con moto            | f-Moll                | f-Moll                  | Albert Parlow (1881)                                              |
| 17  | Andantino           | fis-Moll              | fis-Moll                | Antonín Dvořák (1880)                                             |
| 18  | Molto vivace        | D-Dur                 | D-Dur                   | Antonín Dvořák (1880)                                             |
| 19  | Allegretto          | h-Moll                | h-Moll                  | Antonín Dvořák (1880)                                             |
| 20  | Poco allegretto     | e-Moll                | e-Moll                  | Antonín Dvořák (1880)                                             |
| 21  | Vivace              | e-Moll                | e-Moll                  | Antonín Dvořák (1880)                                             |

## Rezeption
Die Ungarischen Tänze von Brahms wurden für verschiedene Filme und Serien verwendet, unter anderem in Charlie Chaplins Der große Diktator, in Yves Roberts Der große Blonde mit dem schwarzen Schuh, in Bugs Bunny und in Ren und Stimpy.